# کارل ماگنوس پالم
کارل ماگنوس پالم (انگلیسی: Carl Magnus Palm؛ زادهٔ ۱۹۶۵) مؤلف، مورخ اهل سوئد است که به زبان‌های انگلیسی و سوئدی می‌نویسد و بیشتر به دلیل آثارش دربارهٔ ابرگروه سوئدی موسیقی پاپ آبا شهرت دارد. او علاوه بر نگارش دو کتاب مهم دربارۀ آبا و موسیقی‌شان، در تولید و انتشار به‌خاطر موسیقی سپاسگزارم در سال ۱۹۹۴ نقش داشت.